# دوري الدرجة الأولى الأوكراني 1992
دوري الدرجة الأولى الأوكراني 1992 (بالأوكرانية: Чемпіонат України з футболу 1992: перша ліга)‏ هو موسم من دوري الدرجة الأولى الأوكراني ‏. فاز فيه فيريس ريفني ‏.